# Runa (Torres Vedras)

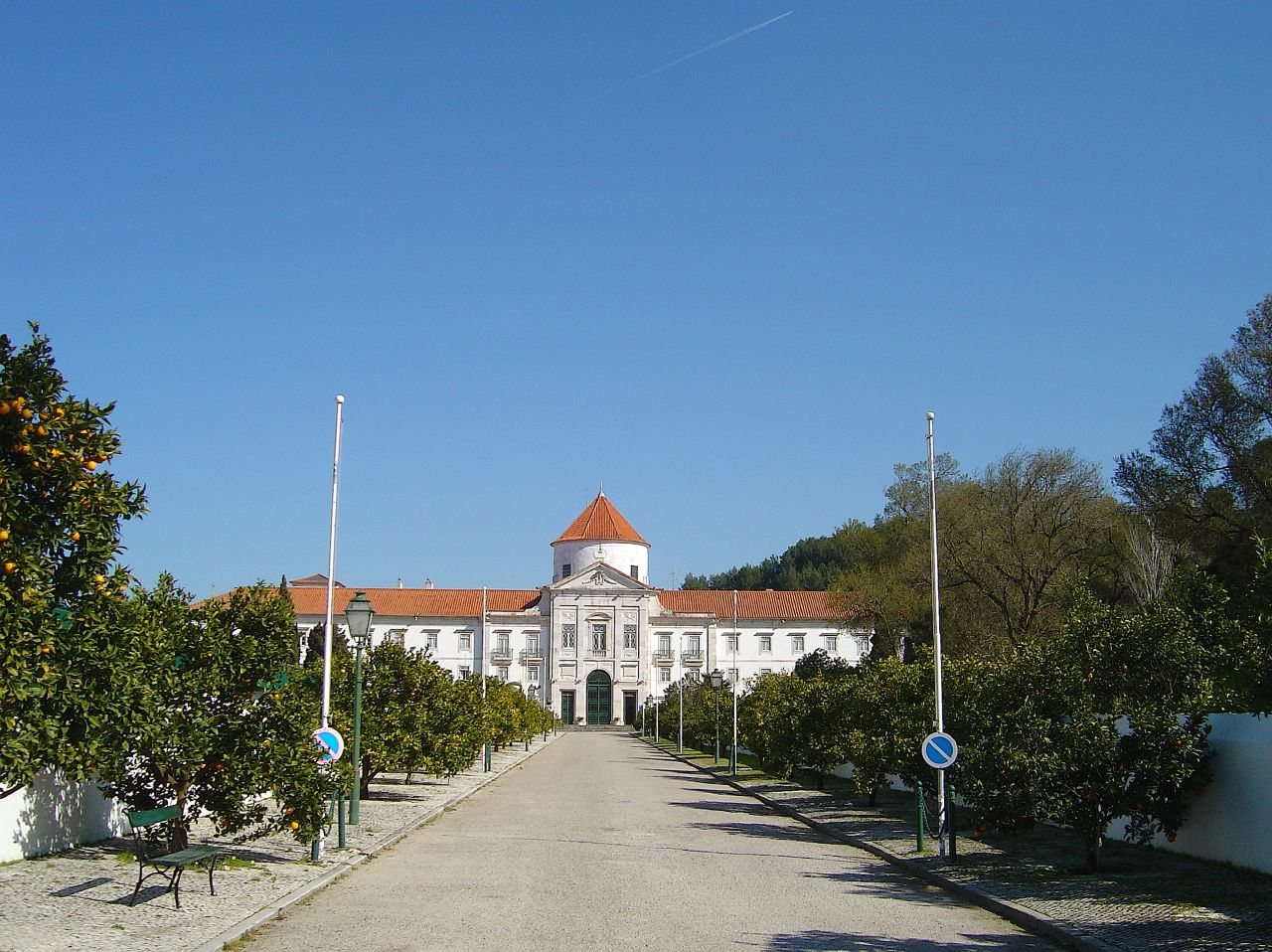
Einrichtung für pensionierte Armee-Angehörige in Runa

Runa ist ein Ort und eine ehemalige Gemeinde (Freguesia) im portugiesischen Kreis Torres Vedras. Die Gemeinde hatte 1004 Einwohner (Stand 30. Juni 2011).
Am 29. September 2013 wurden die Gemeinden Runa und Dois Portos zur neuen Gemeinde União das Freguesias de Dois Portos e Runa zusammengeschlossen. Runa ist Sitz dieser neu gebildeten Gemeinde.